# Ајгелтинген
Ајгелтинген (њем. Eigeltingen) општина је у њемачкој савезној држави Баден-Виртемберг. Једно је од 25 општинских средишта округа Констанц. Према процјени из 2010. у општини је живјело 3.597 становника. Посједује регионалну шифру (AGS) 8335021.

## Географски и демографски подаци
Ајгелтинген се налази у савезној држави Баден-Виртемберг у округу Констанц. Општина се налази на надморској висини од 483 метра. Површина општине износи 59,3 km². У самом мјесту је, према процјени из 2010. године, живјело 3.597 становника. Просјечна густина становништва износи 61 становника/km².